# Mošeja Abdul Rahman
Mošeja Abdul Rahman (paštunsko د عبدالرحمان جومات; darijsko  مسجد عبدالرحمان), znana tudi kot Velika kabulska mošeja, je mošeja v Kabulu, glavnem mestu Afganistana in je ena največjih mošej v Afganistanu. Stoji v enem od osrednjih komercialnih območij Kabula, imenovanem Deh Afghanan, v bližini trga Paštunistan, parka Zarnegar in nasproti nekoč priljubljenega hotela Plaza. Stavba je trinadstropna, zgrajena na 1,4 hektarja zemljišča. Eno nadstropje stavbe je namenjeno samo ženskam.
Mošeja je poimenovana po vplivnem afganistanskem poslovnežu po imenu Hadži Abdul Rahman, ki je umrl, vendar so projekt nadaljevali njegovi sinovi. Gradnjo mošeje je leta 2001 začel Hadži Abdur Rahman, vendar je bila zaradi birokracije odložena za nekaj let. Mošeja lahko hkrati sprejme 10.000 ljudi. V mošeji je tudi medresa in knjižnica s 150.000 knjigami.
Večja dela na mošeji so bila zaključena konec leta 2009, uradna otvoritev pa je potekala julija 2012, udeležili pa so se je nekdanji afganistanski predsednik Hamid Karzai in številni drugi visoki uradniki. Stavbo mošeje naj bi prvotno zasnoval afganistanski arhitekt Mir Hafizullah Hashimi.